# Произведение искусства

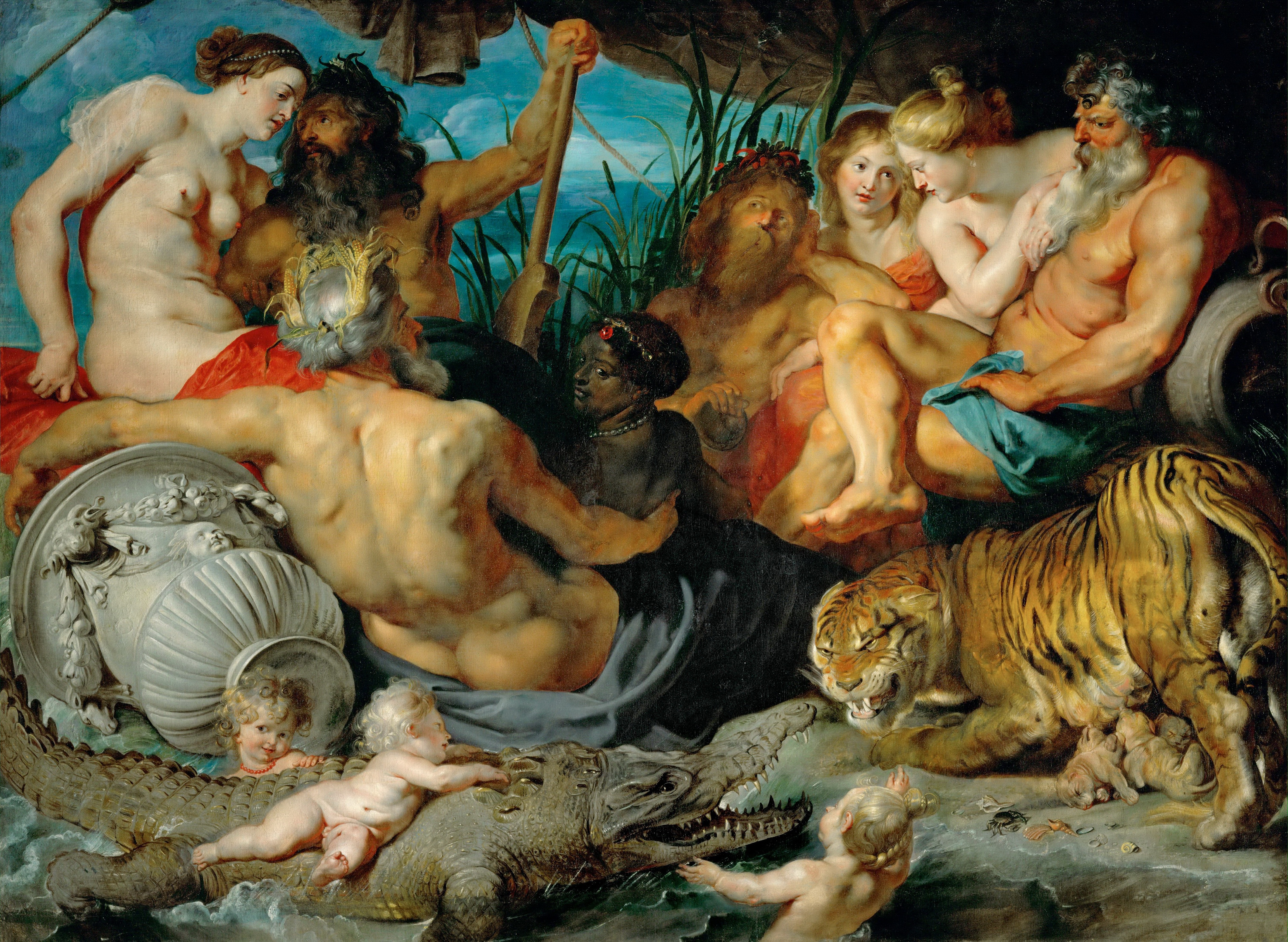
Пример картины: Четыре части света, Питер Пауль Рубенс, около 1615, масло на холсте, 209 х 284 см; в Музей истории искусств (Вена, Австрия)

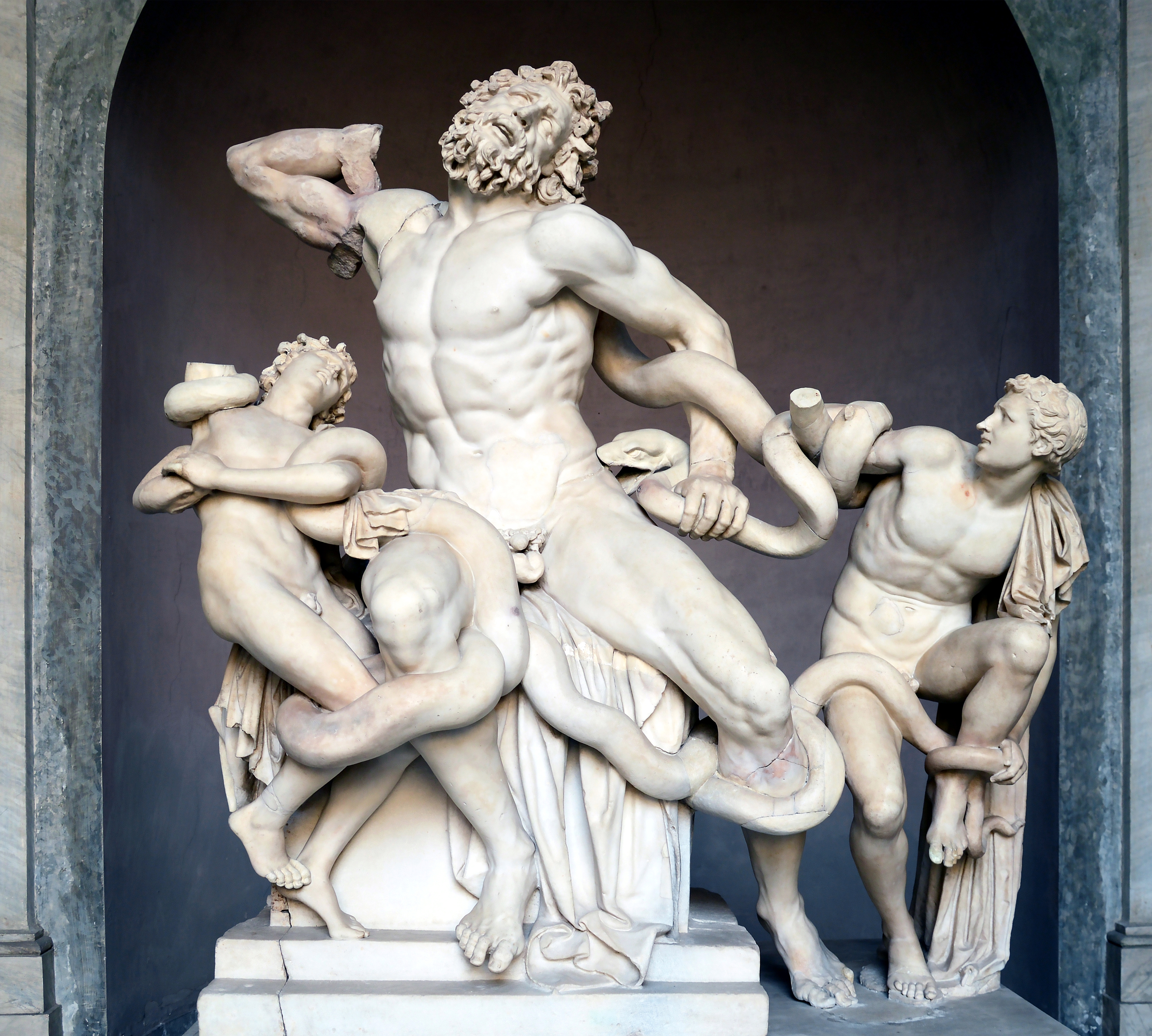
Пример скульптуры: Лаокоонт, начало первого века до нашей эры, мрамор, высота: 2,4 м, Музеи Ватикана (Ватикан)

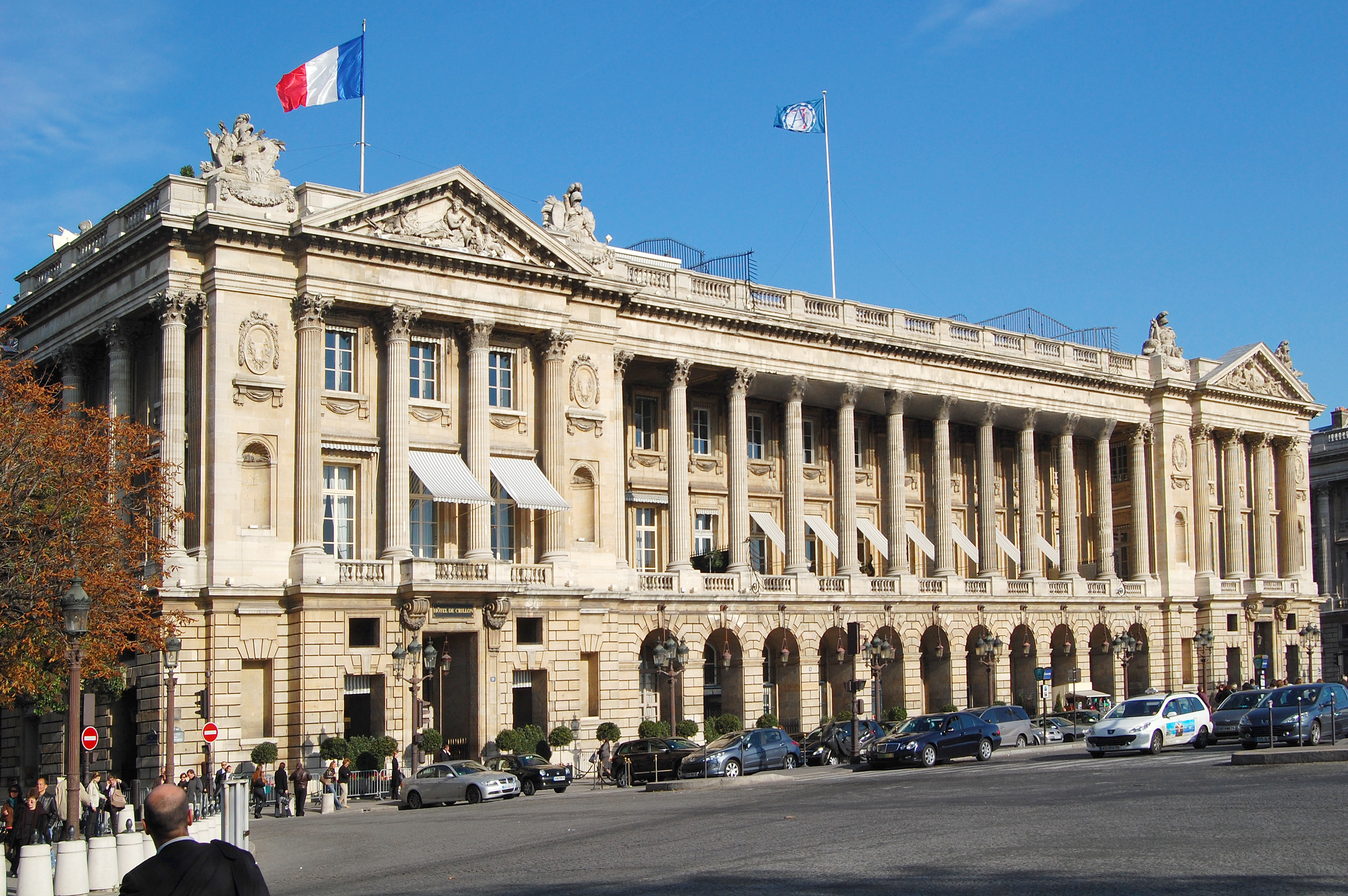
Пример архитектуры: Отель Крийон в Париж

Произведе́ние иску́сства — объект, обладающий эстетической ценностью; материальный продукт художественного творчества (искусства), сознательной деятельности человека.
В более узком значении к этой категории относят только произведения художественного творчества (искусства).
К понятию «произведение искусства», согласно общенаучному определению термина «искусство», могут быть отнесены любые искусно, мастерски выполненные (технически совершенные) продукты человеческого труда (материальной культуры), смысл которых выходит за границы утилитарности, то есть имеющие конструктивные, эстетические или художественные свойства либо совмещающие те и другие. В этом случае критерием произведения искусства является способность вызывать эмоциональный отклик у многих людей. Таким образом, понятие произведение искусства становится предельно широким, включающим в себя художественное творчество как один из «способов искусства». Существует и иная концепция. Так, М. С. Каган рассматривал искусство (в формулировке: творческо-созидательная деятельность) в качестве одной из четырёх основных сторон синкретичной художественной деятельности.
Однако часть специалистов придерживается более узкой интерпретации: искусством называют только художественную деятельность и её результат — художественное произведение.
Понятие произведения искусства связано с морфологией искусств, то есть подразделением на классы, роды, виды и разновидности. Поэтому может означать:
- произведения изобразительного искусства (живопись, скульптура, графика);
- произведения декоративно-прикладного искусства;
- художественные литературные тексты (романы, повести, рассказы);
- архитектурные сооружения, сады и парки или — в искусстве XX века — ландшафтный дизайн;
- музыкальные композиции и импровизации;
- театральные постановки;
- балетные или оперные спектакли;
- кинематограф;
- мультипликацию.

Известны примеры отнесения к произведениям искусства продуктов иных видов творчества, например, компьютерные игры (среди культурологов это спорный вопрос, но с 2011 года компьютерные игры официально признаны в США отдельным видом искусства) и другие.
Произведение искусства отвечает определённым категориям эстетической ценности. По мнению В. Кандинского, «истинное произведение искусства возникает таинственным, загадочным, мистическим образом „из художника“». М. Бахтин писал, что художественное произведение выступает посредником между сознанием (картиной всего мира) автора и сознанием реципиента — читателя, зрителя, слушателя.
Произведения искусства также являются одним из основных объектов в авторском праве, то есть автор сам создаёт произведение.